# Монал
Монал (Lophophorus) — рід фазанів, що мешкає в горах від Тибету до Гімалаїв. Монал гімалайський, є національним птахом Непалу і індійського штату Уттаракханд.

## Види
- Монал гімалайський (Lophophorus impejanus)
- Монал білогузий (Lophophorus sclateri)
- Монал китайський (Lophophorus lhuysii)